# Cementerio nacional de Martin
El Cementerio nacional de Martin (en eslovaco: Národný cintorín v Martine) se localiza en Martin, Eslovaquia, se trata de un espacio que sirve como lugar de descanso final de muchos personajes importantes de la historia eslovaca. La lista incluye a escritores, poetas, activistas nacionales, pedagogos, etc
La razón por la que Martin fue seleccionado como el sitio para el Cementerio Nacional fue su papel como centro de la cultura eslovaca durante los años de formación de la nación eslovaca (durante el siglo XIX).